# Febbre di Pel-Ebstein
La febbre di Pel-Ebstein, anche detta febbre di Ebstein-Cardarelli, è una condizione osservata nei pazienti con linfoma di Hodgkin. La caratteristica di questo tipo di febbre è di avere periodi relativamente lunghi, circa due settimane, di febbre alta, seguiti da altrettanti giorni di remissione. Questo andamento può proseguire ciclicamente per mesi. Una febbre ciclica può manifestarsi anche in altre malattie, come la tubercolosi, ma viene definita febbre di Pel-Ebstein solo se associata alla malattia di Hodgkin.

## Eponimo
Tale condizione deve il suo nome a Wilhelm Ebstein e Pieter Klazes Pel, che descrissero il fenomeno nel 1887. Entrambi pubblicarono nella stessa rivista, anche se Pel lo fece diversi mesi prima di Ebstein. Successivamente tra i due vi fu una lunga disputa sull'eziologia della condizione.

## Eziologia
Le cause del fenomeno sono sconosciute. È stato ipotizzato che il fattore causale sia da ricercare nella risposta immunitaria, in particolare sul rilascio ciclico di citochine, la necrosi linfonodale e il danneggiamento delle cellule stromali.

## Trattamento
La somministrazione di farmaci antinfiammatori non steroidei e il trattamento della malattia di Hodgkin, solitamente effettuata tramite chemioterapia, riesce a lenire i sintomi febbrili.

## Controversie
I ricercatori hanno spesso dibattuto sulla reale esistenza del fenomeno, dato che l'incidenza è stata stimata essere solamente del 5-10%.
Nella sua lezione, "Making Sense", tenuta alla "Medical Society of London" nel 1959, Richard Asher si riferisce alla febbre di Pel-Ebstein come esempio di una condizione che esiste solo perché provvista di un nome:
(Richard Asher, Making Sense (Lancet, 1959, 2, 359))